# Grubhub
Grubhub是美國的第二大外送平台。和另一個外送平台Seamless是同一公司。在紐約證券交易所上市。Matt Maloney 和 Mike Evans 在2004年創立。

## 历史
2020年5月12日，Uber宣布正与Grubhub达成收购要约。然而，2020年6月9日，总部位于荷兰的 Just Eat Takeaway 宣布达成协议，以 73 亿美元的股票收购 Grubhub。此次收购将创建中国以外最大的在线食品配送服务，并为Just Eat Takeaway奠定美国市场的基础。北美总部将与Grubhub创始人Matt Maloney一起留在芝加哥，并加入董事会并领导北美业务 。